# Городецкий (посёлок)
Городецкий — посёлок в Кулундинском районе Алтайского края. Входит в состав Воздвиженского сельсовета.

## История
Основан в 1916 году. В 1928 г. посёлок Городецкий состоял из 42 хозяйств, в составе Самборского сельсовета Славгородского района Славгородского округа Сибирского края. Отделение колхоза имени Андреева. С 1957 г. — отделение совхоза «Победа».

## Население
В 1928 году в посёлке проживало 215 человек (111 мужчин и 104 женщины), основное население — украинцы. По переписи 1959 г. в селе проживало 167 человек (75 мужчин и 92 женщины).
| 1997 | 1998 | 1999 | 2000 | 2001 | 2002 | 2003 |
| ---- | ---- | ---- | ---- | ---- | ---- | ---- |
| 327  | ↗336 | ↗353 | ↘350 | ↘319 | ↗330 | ↘324 |
| 2004 | 2005 | 2006 | 2007 | 2008 | 2009 | 2010 |
| ↘311 | ↘294 | ↘270 | ↘256 | ↗265 | ↘240 | ↘239 |
| 2011 | 2012 | 2013 |      |      |      |      |
| ↗241 | ↘221 | ↘205 |      |      |      |      |